# 오우 본선
오우 본선(일본어: 奥羽本線)은 일본 후쿠시마현 후쿠시마시 후쿠시마역을 기점으로, 야마가타현과 아키타현을 지나 아오모리현 아오모리시 아오모리역을 연결하는 총 연장 484.5km의 길이의 동일본 여객철도 관할 철도 노선이다. 후쿠시마역에서 신조역까지는 야마가타 신칸센의 운행구간이기도 하며, 야마가타 선이라는 애칭이 붙어있다.

## 개요
기점인 후쿠시마로부터 요네자와까지의 구간은 이타야 고개를 넘는다. 이 구간은 증기 기관차 시대부터 험한 곳으로 알려져 있었으며, 전철화·고속화를 하고 표준개로 개궤하여 미니 신칸센을 운행하게 된 계기도, 겨율에 폭설에 의해 열차가 지연되거나 결행되기 쉽기 때문이다. 요네자와로부터 아키타역까지는 거의 오우 산맥의 서쪽 방향을 따라 진로를 취한다. 중간에 야마가타역까지는 자오 연봉의 산들, 야마가타 역부터는 잠시 갓 산을 바라보면서 올라간다. 아키타 역으로부터 오가 선과 분기하는 오이와케 역까지는 바다와 접하지 않으나, 이후로 히가시노시로역까지는 하치로호와 동해 해안을 지난다. 그리고 히가시노시로 역부터는 동쪽으로 향해 오다테역을 지나면 또 다시 오우 산맥을 오르는 형태로 야타테 고개를 넘는다. 야타테 고개를 통과한 후, 쓰가루 평야의 안을 서쪽으로 이와키 산을 바라보면서 주행한 다음 아오모리에 이른다.

## 노선 정보
- 관할 · 구간 · 노선 거리 (영업 거리)
  - JR 동일본
    - 후쿠시마 - 아오모리 : 484.5km (제 1 종 철도사업자)

- - JR 화물
    - 쓰치자키 - 아키타 화물 : 1.8km (제 1 종 철도사업자)
    - 요코테 - 아오모리 : 256.2km (제 2 종 철도사업자)
    - 신아오모리 - 아오모리 신호장 : 4.8km (제 2 종 철도사업자 · 제 1 종 철도사업자의 키로 수 설정은 없음)

- 궤간 :
  - 후쿠시마 - 신조 : 1435mm (야마가타 - 우젠치토세 구간은 1067mm의 단선병렬구조)
  - 신조 - 오마가리 : 1067mm
  - 오마가리 - 아키타 : 1067mm · 1435mm (진구지 - 미네요시카와 구간은 복선 중 1개의 선이 산싱 궤도)
  - 아키타 - 아오모리 : 1067mm

- 역수 :
  - 여객 역 : 100 (기점 · 종점 포함)
  - 화물 역 : 2 (여객 역 병설 제외)

- 복선구간 :
  - 후쿠시마 - 세키네 구간
  - 아카유 - 기타아카유 신호장 구간
  - 우젠나카야마 - 야마가타 구간
  - 아시사와 - 후나가타 구간
  - 노조키 - 인나이 구간
  - 진구지 - 미네요시카와 구간 : 1067mm 궤간 선으로서 단선
  - 아키타 - 오이와케 구간
  - 우고이즈카 - 하치로가타 구간
  - 가도 - 모리다케 구간
  - 쓰루가타 - 마에야마 구간
  - 다카노스 - 하야구치 구간
  - 오다테 - 나가미네 구간
  - 이시카와 - 가와베 구간

- 전선화 구간 : 쓰치자키 - 아키타 화물구간 제외한 전 구간 (교류 20,000v, 50Hz)

- 폐색 방식 :
  - 복선자동폐색식 (복선구간)
  - 단선자동폐색식 (아키타 화물역 지선 구간 외 단선 구간)
  - 자동폐색식 (아키타 화물 역 구간)

- 차량기지 소재 : 야마가타역, 아키타역

- 최고속도 :
  - 후쿠시마 - 신조 구간 : (1435mm궤간) / 우등열차 : 130km/h, 보통열차 : 110km/h
  - 야마가타 - 우젠치토세 구간 : 95km/h
  - 신조 - 오마가리 구간 : 95km/h
  - 오마가리 - 아키타 구간 : (1435mm궤간) / 우등열차 : 130km/h, 보통열차 : 110km/h
  - 오마가리 - 아키타 구간 : 110km/h
  - 아키타 - 아오모리 구간 : 95km/h
  - 아오모리 - 아오모리 신호장(화물선) 구간 : 95km/h

- 최고경사 : 38.0‰

- 각 지사 관할 노선 일람 :
  - 후쿠시마 - 노조키 구간 : JR 동일본 센다이 지사
  - 인나이 - 쓰가루신조 구간 : JR 동일본 아키타 지사
  - 신아오모리 - 아오모리, 아오모리 신호장 구간 : JR 동일본 모리오카 지사

## 운행 형태
노선 이름으론 하나이며, 이전에는, 침대특급 '아케보노', 급행열차 '쓰가루'등, 전 구간을 통해 운행하는 열차도 존재하고 있었으나, 야마가타 신칸센 · 아키타 신칸센의 개업 등으로 그에 따른 일부 구간의 표준궤로 개궤에 의해 기존 1,067mm 궤간 전용 차량인 우등 열차는, 1999년 12월 4일 야마가타
신칸센의 신조역 연장에 따른 시간표 개정으로 '고마사쿠'가 쾌속 열차로 격하(2002년 12월 1일 다이어 개정으로 폐지)되어 이후 아키타 이북에만 운행되었던 보통 열차도 운행 계통은 다음의 4개의 구간으로 나뉘어있다.

### 후쿠시마 - 신조 구간
야마가타 신칸센 '쓰바사'가 주행하는 구간. 중간에 이타야 고개가 있다. 신칸센으로부터 직통하는 열차를 달리기 위하여 이 구간을 표준궤로 개궤하였기 때문에, 이 구간을 달리는 열차를 신조 이북으로 운행할 수 없게 되었다. 이 구간의 재래선 보통 열차는 야마가타 선이라고 하는 애칭이 붙어 있어, 오우 본선의 다른 구간과 구별되고 있다. 운행 형태는 기본으로 후쿠시마 - 니와사카 · 요네자와
 요네자와 - 야마가타
 야마가타 - 신조 구간과 3개의 구간으로 나뉘어 운행되고 있다. 이 구간은 후쿠시마와 야마가타에서 차량 점검과 검수를 담당한다.

### 신조 - 오마가리 구간
야마가타현 · 아키타현 경계의 변경 구간에서, 보통 열차나 쾌속 열차만이 설정되어 있지만, 이전엔 다른 구간과 마찬가지로 밤낮을 가리지 않고 우등 열차가 운행되고 있었다. 신조 - 아키타 구간을 연결하는 보통 열차 이외에도 인나이 · 유자와 · 요코테 - 아키타 간, 신조 - 마무로가와간의 구간 열차가 있고, 1 ~ 2시간에 1개는 운행되고 있다. 일부 열차는 단독 운전을 하고 있다. 야마가타 신칸센의 종착역인 신조 역과 아키타 신칸센의 도중 정차역인 오마가리 역 사이에 끼인 구간이며, 두 신칸센으로의 환승이 편리하게 시간표가 짜여져 있다. 요코테에서는 보통 열차 점검 및 검수, 아키타에서는 임시·우등열차를 검수, 점검하고 있다.

### 오마가리 - 아키타 구간
아키타 신칸센 '고마치'가 운행하는 구간. 선로는 표준궤와 협궤가 나란히 단선 구조로 되어 있다. 일부 구간은 3선 궤도화 되고 있지만, 2개의 선 중 한 개가 표준궤로만 운행 가능하며, 또 한 선은 표준궤는 물론 협궤로 운행이 가능하다. 일부 열차는 단독 운전을 하고 있다. 신칸센이 운행되는 구간은 있지만, '야마가타 선'과 같은 애칭은 사용하지 않는다. 보통 열차는 매 시간에 1대 정도가 운행되고 있으며, 아침에만 출발하는 유자와발 아키타행 쾌속 열차가 운행된다. 이 쾌속 열차는 2002년 11월 30일까지 아키타 - 유자와 - (신조) 구간에 설정되어 있던 쾌속 '가마쿠라' 중 초고속 열차 '가마쿠라 1호'의 시간표를 계승한 것이다.
요코테에서 보통 열차를 검수하고, 아키타에서는 신칸센 '고마치'와 임시 혹은 우등 열차를 검수한다.

### 아키타 - 아오모리 구간
이 구간은 고세이 선 · 호쿠리쿠 본선 ·신에쓰 본선 · 하쿠신 선 · 우에쓰 본선과 함께 호쿠리쿠 지역 횡단선을 형성하고 있다. 아키타선구 신보 등 , 일부의 보도 기관은 이 구간을 「오우 북선」이라고 부르기도 한다. 우등 열차 이외는, 크게 나누어 아키타 - 오다테간, 오다테 - 히로사키간, 히로사키 - 아오모리구간의 3 구간 계통에 분할된 운행 체계가 되고 있어 이것들에 가세해 구간 열차나 오가 선 ·고노 선 직통열차가 설정되어 있다 (아키타 · 아오모리측에서는 매시에 1개 정도, 그 외의 구간은 2 - 3시간 정도 여는 시간대가 있다).또, 보통 열차로도 아키타 - 아오모리간을 통해 운전되는 열차가 매일 2.5 왕복 설정되어 있다. 일부 열차는 단독 운전을 실시하고 있다.
아키타 - 오다테 구간에는 쾌속 열차가 1.5회 왕복(아키타행 2개, 오다테행 1개) 설정되어 있다. 이 중, 아침의 아키타 행 쾌속 열차는 2002년 12월까지 같은 구간에 설정되어 있던 쾌속 '시라유키' 중 최고 속도들 열차(시라유키 2호)의 다이어를 계승한 것이다. 또, 일중의 쾌속 열차 1회 왕복은 일찍이 아키타 - 가즈노하나와 (하나와 선) 구간에 설정되어 있던 급행 '요네시로' (2002년부터 쾌속에 격하)의 시간표를 계승한 것이어, 2008년 3월까지는 유일한 오우 본선 - 하나와 선 직통열차로서 국철 키하 58·28형 기동차로 운행되고 있었다.
히로사키 - 오다테 구간의 오전중에 1회 왕복 매일 운전의 임시 열차가 설정되어 있었지만, 2008년 3월 15일의 다이어 개정으로 정기 열차화 된 후, 히로사키에서 접속하고 있던 열차와 통합 되어 하행이 사카타 → 오다테간의 열차에, 상행이 오다테 → 아키타 구간의 열차가 되었다.이 열차가 설정되기 이전은 히로사키 - 오다테 구간의 하행선은 8시 전후무렵부터 14시 전후무렵의 사이 보통 열차가 없고 5 - 6시간이나 운전 간격이 열려 있었다(「JTB 시각표」1999년 6월호에 의하면 오다테 발 히로사키 행 7시 48분. 다음은 13시 54분 아오모리행).
담당 검수는 다음과 같다.
- 아키타 : 아키타 - 오다테, 오다테 - 히로사키 구간은 왕복 1회
- 히가시노시로 : 아키타 - 오다케 구간
- 오다테 : 아키타 - 아오모리, 특급 · 보통열차만
- 히로사키 : 히로사키 - 아오모리, 아키타 - 히로사키 구간은 왕복 1회
- 아오모리 : 히로사키 - 아오모리, 아키타 - 히로사키 구간은 왕복 1회

오우 본선을 달리는 특급열차는 '쓰가루' : (아키타 - 아오모리)가 있으며, 과거 특급 아케보노, 트와일라이트 익스프레스도 운행하였으나 현재는 운행 종료된 상태이다.
일찍이, 1992년 7월의 야마가타 신칸센 개업에 수반하여, 아키타 · 신조 - 야마가타 구간을 운행하는 특급 '고사쿠마'가 설정되어 있었다. 야마가타 신칸센 과의 연결되는 특급으로서의 존재가 컸지만, 평일을 중심으로 너무나 승강객이 적고 (특히 신조 역 이북은 한산했다), 또 특급이면서 정차역이 비교적 많아, 특급 요금을 일부러 지불해 승차하는 의의에 대한 가치관에 대한 연선 주민으로부터 의견도 있어, 1997년 3월의 아키타 신칸센 개업을 기회로 대부분의 운전 구간이 요코테 · 신죠 - 야마가타 구간에 단축되어 1999년 3월의 야마가타 신칸센 신조 연신 공사를 기회로 아키타 - 신조간의 쾌속 열차로 대신했다.
덧붙여 신아오모리 - 아오모리 구간은 특례로서 이 구간만 침대 특급을 제외한 특급 열차에 승차하는 경우는 승차권만으로 보통열차 자유석에 승차 가능하다. 다만, '청춘 18표' 등의 일부의 특별 기획 승차권에는 이 특례는 적용되지 않는다.

## 연표
일본철도회사의 아오모리로부터 국영철도로서 오우 북선, 후쿠시마로부터 오우 남선으로서 건설이 시작돼, 1905년에 개통되었다.

### 오우 북선
- 1894년 12월 1일 : 아오모리 - 히로사키 구간 개통
- 1895년 10월 21일 : 히로사키 - 이카리가세키 구간 개통
- 1899년
  - 6월 21일 : 이카리가세키 - 시라사와 구간 개통
  - 11월 15일 : 시라사와 - 오다테 구간 개통
- 1900년 10월 7일 : 오다테 - 다카노스 구간 개통
- 1901년 11월 1일 : 다카노스 - 노시로 (現 히가시노시로 역) 구간 개통
- 1902년
  - 8월 1일 : 노시로 (現 히가시노시로 역) - 고쇼메 (現 하치로가타 역) 구간 개통
  - 10월 21일 : 고쇼메 (現 하치로가타 역) - 아키타 구간 개통
- 1903년 10월 1일 : 아키타 - 와다 구간 개통
- 1904년
  - 8월 21일 : 와다 - 진구지 구간 개통
  - 12월 21일 : 진구지 - 오마가리 구간 개통
- 1905년 6월 15일 : 오마가리 - 요코테 구간 개통

### 오우 남선
- 1899년 5월 15일 : 후쿠시마 - 요네자와 구간 개통
- 1901년
  - 4월 11일 : 요네자와 - 야마가타 구간 개통
  - 8월 23일 : 야마가타 - 다테오카 (現 무라야마 역) 구간 개통
  - 10월 21일 : 다테오카 - 오이시다 구간 개통
- 1902년
  - 7월 21일 : 오이시다 - 후나가타 구간 개통
  - 11월 1일 : 우루시야마역 개업
- 1903년
  - 6월 11일 : 후나가타 - 신조 구간 개통
  - 11월 3일 : 나카가와역 개업
- 1904년 10월 21일 : 신조 - 인나이 구간 개통
- 1905년
  - 7월 5일 : 인나이 - 유자와 구간 개통
  - 9월 14일 : 유자와 - 요코테 구간 개통으로, 후쿠시마에서 아오모리구간 까지의 전구간 개통

### 전 구간 개통 후

#### 1906년~1960년
- 1906년 12월 25일 : 오사와 신호소를 역으로 변경해 오사와 역 개업
- 1907년
  - 1월 25일 : 도미네 역 개업
  - 4월 10일 : 화물지선 쓰치자키 - 오모노가와 (現 아키타 화물 터미널 역) 개업
- 1909년
  - 6월 12일 : 아키이와 신호장 (現 아카이와 역) 구내에서 연해에 의한 열차 탈선 사고 발생 (이후 요네자와 역에 위령비 건립)
  - 11월 1일 : 노시로 역을 하타오리 역(現 히가시노시로 역)으로 개칭.
- 1910년
  - 8월 11일 : 니와사카 - 아카이와 구간 풍수해로 인한 터널 등 붕괴
  - 8월 19일 : 금년 8월 11일에 발생한 터널 등 붕괴의 영향에 의해, 붕괴한 터널등의 주위를 도보로 연락으로 하는 것으로 가복구.
  - 10월 13일 : 아카이와 신호소를 역으로 변경해 아카이와 역 개업
- 1911년
  - 9월 5일 : 1910년 8월 11일 니와사카 - 아카이와 구간에 풍수해의 영향에 의해 발생한 터널 등 붕괴 복구 작업 종료, 운행 재개.
  - 12월 5일 : 가나이 역 (現 자오 역), 히가시네 역 개업
- 1912년 11월 1일 : 가마부치 - 노조키 사이에 오타키 신호소 개설
- 1913년 7월 15일 : 이즈미타 역 개업
- 1915년 9월 11일 : 신조 역을 쓰가루신조 역으로 개칭
- 1916년
  - 7월 7일 : 이시카와 역 개업
  - 9월 20일 : 아라마치 역을 마루노가와 역으로 개칭
  - 12월 1일 : 아시사와 역 개업
- 1917년
  - 8월 16일 : 요쓰고야 역 개업
  - 12월 20일 : 오이타마 역 개업
- 1918년 11월 10일 : 소데사키 역 개업
- 1919년
  - 7월 1일 : 가이 역을 우고사카이 역으로 개칭.
  - 8월 15일 : 사사키노 역 개업
- 1921년
  - 7월 20일 : 기타야마가타 역 개업. 아테라자와게이벤 선(現 아테라자와 선)의 열차만 정차.
  - 11월 10일 : 우고사카이 - 와다 사이에 후나오카 신호소 개설
  - 12월 10일 : 주몬지 - 요코테 사이에 야나기타 신호소 개설
  - 12월 12일 : 고산넨 역 개업
  - 12월 15일 : 우젠토요사토 역 개업
- 1922년 4월 1일 : 신호소를 신호장으로 개칭.
- 1923년 11월 5일 : 요코보리 - 유자와 사이에 미쓰세키 신호장 개설
- 1924년
  - 12월 20일 : 가리와노 - 우고사카이 사이에 미네요시 신호장 개설. 기타토키와 역 개업
- 1926년
  - 10월 25일 : 화물지선 다키우치 신호장 - 아오모리 조차장 (現 아오모리 신호장) 구간 개통
  - 11월 1일 : 고쇼메 역을 히토이치 역으로 개칭.
  - 11월 7일 : 야나기타 신호장을 역으로 변경해 야나기타 역 개업
- 1927년
  - 9월 11일 : 기타야마가타 역에 오우 본선 플랫폼 개설
  - 11월 17일 : 우고이즈카 역 개업
- 1929년
  - 2월 25일 : 후나오카 신호장을 오바리노 신호장으로 개칭.
  - 8월 27일 : 후타쓰이 - 다카노스 사이에 마에야마 신호장 개설.
  - 11월 15일 : 다이샤카 - 쓰가루신조 사이에 쓰루가사카 신호장 개설.
- 1930년
  - 4월 1일 : 화물지선 다키우치 신호장 - 아오모리 조차장 간의 기점 · 종점을 변경해 쓰가루신조 - 우라마치 간으로 함.
  - 6월 21일 : 미네요시 신호장을 역으로 변경해 미네요시카와 역으로 개업.
  - 7월 1일 : 미쓰세키 신호장을 역으로 변경해 미쓰세키 역으로 개업.
- 1933년
  - 1월 20일 : 쓰루가사카 신호장을 역으로 변경해 쓰루가사카 역으로 개업.
  - 10월 17일 : 우젠치토세 역 개업.
- 1935년 4월 15일 : 무쓰 모리야마 역 · 가도케 역 · 오시미즈 역 · 와토쿠 역 · 나이조시 역 · 도요마키 역 개업
- 1940년 11월 1일 : 무쓰 모리야마 역 · 가도케 역 · 오시미즈 역 · 와토쿠 역 · 도요마키 역 폐업
- 1941년 9월 20일 : 오타키 신호장을 역으로 변경해 오타키 역으로 개업
- 1942년 10월 11일 : 진바 - 이카리가세키 사이에 야다테 신호장 개설.
- 1943년 6월 15일 : 하타오리 역을 히가시노시로 역으로 개칭.
- 1944년
  - 3월 31일 : 아키타 - 쓰치사키 사이에 하치만덴 신호장 개설
  - 4월 1일 : 오모노가와 역을 아키타 항 역으로 개칭.
  - 6월 1일 : 모리타케 - 히가시노시로 사이에 가나오카 신호장 개설.
  - 9월 28일 : 쓰치사키 - 오이와케 사이에 가미이지마 신호장 개설.
  - 12월 1일 : 후나가타 - 신조 사이에 도리고에 신호장 개설. 리쿠우토 선 도리고에 신호장 - 신조 간의 선로를 철거해 오우 본선과 공용화
- 1948년 4월 27일 : 아카이와 - 니와사카 사이에 402호 열차(아오모리 발 우에노 행)가 주행중, 기관차 등이 탈선해, 높이 10m의 제방으로부터 추락(승무원 3명 사망). 현재까지도 원인이 알지 않고 「수수께끼」라고 여겨져 「니시카와 사건」으로 불리고 있다(후에 현장 부근에 위령비 건립).
- 1949년
  - 4월 29일 : 후쿠시마 - 요네자와 사이에 직류전화
  - 6월 1일 : 야다테 신호장을 역으로 변경해 쓰가루유노사와 역으로 개업.
  - 7월 11일 : 쓰치사키 - 오이와케 사이의 가미이지마 신호장 폐지.
- 1950년
  - 2월 1일 : 오바리노 신호장 · 고이카와 신호장을 각각 역으로 변경해 오바리노 역 · 고이카와 역 개업
  - 11월 1일 : 다이고 가승강장 개업
- 1951년
  - 3월 1일 : 가나이 역을 자오 역으로 개칭. 마에야마 신호장을 역으로 변경해 마에야마 역 개업.
  - 11월 15일 : 다이고 가승강장이 역으로 승격.
- 1952년
  - 1월 25일 : 쓰루가타 역 개업
  - 2월 25일 : 가나오카 신호장을 역으로 변경해 기타가나오카 역 개업.
  - 3월 5일 : 기타가미노야마 역(現 모키치 기념관 역) · 미나미데와 역 · 다카타마 역 개업.
  - 11월 15일 : 우젠나카야마 역 개업.
  - 12월 1일 : 나가미네 역 개업.
- 1954년
  - 4월 10일 : 쓰치사키 - 오이와케 구간에 가미이지마 신호장 개설.
  - 5월 1일 : 시모카와조이 역 개업.
  - 12월 1일 : 미다레가와 역 · 가니사와 역 개업
- 1956년
  - 11월 28일 : 가미유자와 역 · 시모유자와 역 개업.
  - 12월 3일 : 누카자와 역 개업.
- 1960년
  - 8월 1일 : 아키타 - 아키타 조차장 (現 아키타 화물 터미널 역) 구간 복선화. 하치만덴 신호장을 조차장으로 변경해 아키타 조차장 개설.
  - 11월 1일 : 야마가타 - 우젠치토세 구간 직류전화
  - 12월 20일 : 기타오이시다 역 개업. 도리고에 신호장 - 신조 구간을 리쿠우토 선과의 단선 병렬을 되돌려 도리고에 신호장 폐지.

#### 1961년~2000년
- 1963년
  - 8월 22일 : 누카자와 - 하야구치 구간 · 후타쓰이 - 마에야마 구간에서 호우에 의한 토사 붕괴가 있어, 불통이 된다. 특급 「백조」는 고노선 경유로 운전.
  - 9월 27일 : 아카유 - 나카가와 사이에 기타아카유 신호장 개설.
  - 10월 1일 : 아키타 조차장 - 오이와케 구간 복선화. 쓰치자키 - 오이와케 사이의 가미이지마 신호장 폐지.
  - 11월 2일 : 신 제3 노조키 터널 사용 개시. (오오타키 - 노조키 간 제 3 노조키터널의 바다 측에 새롭게 굴착한 것으로 89m, 장래의 전화에 대비해 교류 전화형(1호)이 되고 있다).
- 1964년
  - 2월 10일 : 가미이지마 역 개업.
  - 9월 28일 : 오이와케 - 오쿠보 사이에 오시미즈 신호장 개설.
  - 10월 1일 : 아키타 조차장을 화물 역으로 변경하여 아키타 조 역 개업.
- 1965년
  - 6월 1일 : 히토이치 역을 하치로가타 역으로 개칭.
  - 10월 1일 : 기타가나오카 - 히가시노시로 사이에 미나미노시로 신호장, 후타쓰이 - 마에야마 사이에 나나쿠라 신호장 개설. 다키우치 신호장을 아오모리 역과 합병해 폐지. 다키우치 신호소로 한다
- 1966년 4월 8일 : 후타쓰이 - 나나쿠라 신호장 간의 제 3 고쓰나기 터널 내에서 화물 870열차가 탈선, 64시간 불통, 또한 특급 '백조'는 고노선 경유로 운전.
- 1967년
  - 1월 11일 : 다테오카 - 소데사키 사이에 가나오카 신호장 개설.
  - 9월 18일 : 가도 - 모리타케 구간 복선화.
  - 9월 27일 : 히로사키 - 나이조시 구간 복선화.
- 1968년
  - 7월 21일 : 화물지선 쓰가루신조 - 아오모리 조차장 - 우라마치 구간 폐지, 쓰가루신조 - 아오모리 조차장 - 히가시아오모리 구간 개통. (도호쿠 본선 경로 변경을 위해, 실질적으로는 종점의 변경).
  - 7월 25일 : 아카유 - 기타아카유 신호장 구간 복선화.
  - 8월 30일 : 이시카와 - 히로사키 구간 복선화.
  - 9월 8일 : 야마가타 - 기타야마가타 구간 복선화. 야마가타 - 우젠치토세 구간 교류전화로 변경.
  - 9월 22일 : 니와사카 - 아카이와 구간, 오사와 - 세키네 구간 복선화. 후쿠시마 - 요네자와 구간 교류전화로 변경.
  - 9월 23일 : 가미노야마 (現 가미노야마 온천 역) - 자오 구간 복선화. 요네자와 - 야마가타 구간 교류전화.
  - 9월 25일 : 후나가타 - 신조 사이에 도리고에 신호장 개설.
  - 9월 27일 : 오다테 - 시라사와 구간 복선화.
  - 9월 29일 : 노조키 - 인나이 구간 복선화.
- 1969년
  - 8월 29일 : 우고이즈카 - 하치로가타 구간 복선화.
  - 9월 2일 : 도미네 - 후타쓰이 구간 복선화.
  - 9월 25일 : 다카노스 - 하야구치 구간 복선화.
- 1970년
  - 6월 30일 : 아카이와 - 이타야 구간 복선화.
  - 9월 25일 : 나이조시 - 가와베 구간 복선화.
  - 11월 5일 : 진바 - 쓰가루유노사와 구간 복선화.
- 1971년
  - 8월 5일 : 후타쓰이 - 마에야마 구간 복선화. 나나쿠라 신호장 폐지.
  - 8월 25일 : 아키타 - 아오모리 구간, 다키우치 신호소 - 아오모리 조차장 교류전화.
  - 8월 31일 : 쓰가루유노사와 - 나가미네 구간 복선화.
  - 9월 17일 : 우젠나카야마 - 가미노야마 구간, 쓰루가타 - 도미네 구간 복선화.
  - 9월 25일 : 시라사와 - 진바 구간 복선화
  - 10월 : 아키타 - 아오모리 구간 CTC화.
  - 12월 10일 : 자오 - 야마가타 구간 복선화.
- 1973년 4월 11일 : 아시자와 - 후나가타 구간(사바네 터널 부근)에 대규모 토사 붕괴 발생. 운행 재개까지 20일간 걸렸다.
- 1974년 11월 1일 : 요네자와 - 신조 구간 CTC화.
- 1975년
  - 8월 6일 : 집중호우 때문에, 오타키 역에서 대피하고 있던 급행 '쓰가루 2호'(아오모리 행 · 12량 편성)가 우회 운전을 위해 신조에 향하여 발차하려고 했을 때 토사 붕괴로 인해 1량 · 5량이 토사를 입는다. (승객 1명 사망 · 16명 부상), 토사붕괴 등에 의해 마무로가와 - 요코보리 등 불통 개소가 속출.
  - 8월 13일 : 금년 8월 6일에 발생한 집중호우에 의한 토사 붕괴의 영향으로 불통이 되고 있던 마무로가와 - 요코보리간등의 구간의 운행을 재개
  - 8월 20일 : 태풍 5호 붕괴의 저기압의 집중호우 때문에, 오다테 - 히로사키 구간, 다카노스 - 모리타케 구간이 불통
  - 8월 21일 : 요쓰고야 - 아키타 구간 복선화.
  - 8월 26일 : 금년 8월 20일의 집중호우 때문에, 오다테 - 히로사키 구간 · 다카노스 - 모리타케 구간이 불통이 되고 있었지만, 복구 작업 종료, 운행 재개가 된다
  - 8월 28일 : 오바리노 - 와다 구간 복선화.
  - 9월 5일 : 와다 - 요쓰고야 구간 복선화.
  - 9월 17일 : 아시자와 - 후나가타 구간, 우고사카이 - 오바리노 구간 복선화.
  - 9월 26일 : 미요네시카와 - 우고사카이 구간 복선화.
  - 10월 13일 : 우젠치토세 - 아키타 구간 복선화. 전선전화 완성.
  - 11월 25일 : 신조 - 아키타 구간 CTC화.
- 1979년
  - 2월 27일 : 오사와 - 세키네 구간 토사 붕괴가 발생해, 상하선로가 메워졌다. 사고 발생 9분전에 특급 「야마바토 2호」가 통과하고 있어, 직격을 받으면 대참사가 되는 곳에 있었다.
  - 3월 1일 : 금년 2월 27일에 오사와 - 세키네 구간에서 발생한 토사 붕괴의 복구 작업이 종료. 운행 재개가 된다
  - 8월 5일 : 진구지 - 가리와노 구간 큰 비로 인해 도상 유출, 12대가 운휴.
  - 8월 6일 : 진구지 - 가리와노 구간 호우 때문에, 오모노가와의 홍수로 약 350m 수몰, 야행을 포함해 37대의 열차 운휴
- 1981년
  - 9월 11일 : 오마가리 - 진구지 구간 복선화.
  - 11월 8일 : 7일부터 아오모리현에 눈이 계속 내려, 9일 아사오카 역 부근에서 선로 옆의 소나무가 눈의 중량감으로 넘어지고 가선에 덮쳐 상·하행선 모두 일시 불통이 되었다. 아오모리 행 침대 특급 열차가 꼼짝 못함. 아오모리 시가지는 40cm의 적설로, 11월 상순의 눈으로서는 1894년 아오모리 지방 기상대의 관측 개시 이래의 기록.
- 1982년 3월 29일 : 후쿠시마 - 사사키노 구간 복선화.
- 1983년
  - 5월 26일 : 아키타현 연안에서 지진이 발생, 모리타케 - 히가시노시로 구간이 불통 되었다.
  - 6월 7일 : 아키타 현 연안 지진으로 불통되었던 모리타케 - 히가시노시로 구간 복구, 12일만에 전선 재개통.
- 1984년
  - 11월 8일 : 진구지 - 가리와노 구간 복선화
  - 12월 1일 : 후쿠시마 - 요네자와 구간 CTC화 사업이 완전 사용 개시.
- 1986년
  - 7월 2일 : 기타야마가타 - 우젠치토세 구간 복선화
  - 11월 1일 : 신아오모리 역 개업
- 1987년 4월 1일 : 국철 분할 민영화에 의하여, JR 동일본에 승계, 동시에 일본화물철도가 전선의 제 2종 철도 사업자가 된다. 쓰가루신조 - 아오모리 신호장 - 히가시아오모리 구간 영업 거리 설정 폐지, 일본화물철도가 신아오모리 - 아오모리 신호장 구간에 제 2 종 철도 사업 영업 거리 설정.
- 1990년
  - 3월 10일 : 아키타 조 역을 아키타 화물역으로 개칭. 야마가타 신칸센의 직통화에 의한 궤도 개정 공사 때문에, 아카이와 역의 스윗치 백 폐지.
  - 9월 1일 : 야마가타 신칸센 직통화에 의한 궤도 개정 공사 때문에, 이타야 역 · 도게 역· 오사와 역의 스윗치 백 폐지
- 1991년
  - 3월 16일 : 누카노메 역을 다카하타 역으로, 오와니 역을 오와니 온천 역으로 개칭.
  - 8월 27일 : 요네자와 - 가미노야마 (現 가미노야마 온천 역)구간이 야마가타 신칸센 직통화에 의한 궤도 개량 공사를 위하여 운휴 및 버스 대행.
  - 9월 3일 : 후쿠시마 - 자오 구간의 일본화물철도의 제 2 종 철도사업이 폐지.
  - 10월 8일 : 세키네 - 가미노야마 구간이 야마가타 신칸센 직통화에 의한 궤도 개량 공사를 위해 운휴 및 버스 대행.
  - 11월 3·4일 : 전환 공사를 위해, 후쿠시마 - 야마구타 구간의 전 열차가 운휴, 버스 대행.
  - 11월 5일 : 후쿠시마 - 야마가타 구간 표준 궤도에 의해 개량 공사 (보통 열차 · 쾌속 「자오」운전 개시). 사사키노 - 니와사카 구간 복선화.
- 1992년 7월 1일 : 야마가타 신칸센 개통(후쿠시마 - 야마가타 구간 애칭 「야마가타선」). 가미노야마 역을 가미노야마 온천, 기타가미노야마 역을 모키치 기념관으로 개칭.
- 1993년 12월 1일 : 야마가타 - 아오모리 구간의 객차열차 (50계 · 히로사키 - 아오모리 구간은 12계 2000번대에 사용)를 전면 701계 전차화.
- 1994년 7월 6일 : 가리와노 - 미네요시카와 구간 복선화.
- 1995년 12월 1일 : 이카와사쿠라 역 개업.
- 1997년 3월 22일 : 아키타 신칸센 개통. (오마가리 - 아키타 구간 상행선을 궤도 개량, 진구지 - 미네요시카와 하행선 구간을 삼선 궤도화)
- 1998년 10월 27일 : 야마가타 - 우젠치토세 구간을 야마가타 신칸센 연신에 의한 궤도 개량 공사를 위해 단선화.
- 1999년
  - 3월 12일 : 덴도 - 신조 구간이 야마가타 신칸센 연신에 의한 궤도 개량 공사를 위해 운휴 및 버스 대행, 가나야 신호장 · 도리고에 신호장 폐지.
  - 3월 31일 : 우젠치토세 - 우루시야마 구간의 일본화물철도의 제 2 종 철도 사업이 폐지.
  - 7월 1일 : 우젠치토세 - 신조 구간이 야마가타 신칸센 연신에 의한 궤도 개량 공사를 위해 운휴. 야마가타 - 신조 구간 버스 대행 운송. (다만, 아테라자와 선 및 센잔선 노선 연장 부분은 통상대로 운전). 자오 - 야마가타 구간의 일본화물철도 제 2 종 철도 사업이 폐지.
  - 12월 4일 : 야마가타 신칸센 신조 연신 (야마가타 - 신조 구간 궤도 개량. 이 구간도 애칭의 「야마가타 선」에 포함한 것에 의해 후쿠시마 - 신조 구간이 '야마가타 선'이 된다). 가니사와 역 폐업, 사쿠라보히가니세 역 설치 (가니사와 역에서 야마가타 가까이 0.6km 지점, JR 동일본의 발표로는 개칭), 다케오카 역을 무라야마 역으로 개칭
- 2002년 4월 1일 : 야마가타 - 우젠치토세 구간의 일본화물철도 제2종 철도 사업이 폐지.
- 2021년 3월 13일: 이즈미소토아사히카와역 개업

## 열차

### 야마가타 - 신조 구간
- 야마가타 신칸센에 대해서는 야마가타 신칸센을, 그 이외에 대해서는 야마가타 선을 참조.

### 신조 - 아오모리 구간
보통 열차에는 이하의 열차가 사용된다.
- 701계 (아키타 차량 센터 소속) : 전 구간에서 사용되고 있다.

이 외에도 오다테 - 다카노스 구간에는 하나와 선의 키하 110계가 사용되고 있는 것 외에, 고노 선 · 오가 선으로
부터의 직통열차 등의 키하 40계·키하 48계가 사용되고 있다.

## 역 목록
| 역명                 | 일어 역명      | 로마자 역명         | 역간 거리 | 영업 거리 | 접속 노선                                                                                           | 소재지         | 소재지           | 소재지       |          |
| -------------------- | -------------- | ------------------- | --------- | --------- | --------------------------------------------------------------------------------------------------- | -------------- | ---------------- | ------------ | -------- |
| 후쿠시마             | 福島           | Fukushima           |           | 0.0       | 동일본 여객철도 : 도호쿠 신칸센, 도호쿠 본선 아부쿠마 급행 아부쿠마 급행 선 후쿠시마 교통 이자카 선 | 후 쿠 시 마 현 | 후쿠시마시       | 후쿠시마시   |          |
| 사사키노             | 笹木野         | Sasakino            | 3.8       | 3.8       | | 후 쿠 시 마 현 | 후쿠시마시       | 후쿠시마시   |          |
| 니와사카             | 庭坂           | Niwasaka            | 3.1       | 6.9       | | 후 쿠 시 마 현 | 후쿠시마시       | 후쿠시마시   |          |
| 아카이와             | 赤岩           | Akaiwa              | 7.7       | 14.6      | | 후 쿠 시 마 현 | 후쿠시마시       | 후쿠시마시   |          |
| 이타야               | 板谷           | Itaya               | 6.6       | 21.2      | | 야 마 가 타 현 | 요네자와시       | 요네자와시   |          |
| 도게                 | 峠             | Tōge                | 3.3       | 24.5      | | 야 마 가 타 현 | 요네자와시       | 요네자와시   |          |
| 오사와               | 大沢           | Ōsawa               | 4.3       | 28.8      | | 야 마 가 타 현 | 요네자와시       | 요네자와시   |          |
| 세키네               | 関根           | Sekine              | 6.0       | 34.8      | | 야 마 가 타 현 | 요네자와시       | 요네자와시   |          |
| 요네자와             | 米沢           | Yonezawa            | 5.3       | 40.1      | 동일본 여객철도 야마가타 신칸센 · 요네사카 선                                                       | 야 마 가 타 현 | 요네자와시       | 요네자와시   |          |
| 오이타마             | 置賜           | Oitama              | 5.5       | 45.6      | | 야 마 가 타 현 | 요네자와시       | 요네자와시   |          |
| 다카하타             | 高畠           | Takahata            | 4.3       | 49.9      | 동일본 여객철도 야마가타 신칸센                                                                     | 야 마 가 타 현 | 히가시오키타마군 | 다카하타정   |          |
| 아카유               | 赤湯           | Akayu               | 6.2       | 56.1      | 동일본 여객철도 야마가타 신칸센 야마가타 철도 플라워 나가이 선                                      | 야 마 가 타 현 | 난요시           | 난요시       |          |
| 기타아카유 신호장    | 北赤湯         | Kita-Akayu          | 5.5       | 61.6      | | 야 마 가 타 현 | 난요시           | 난요시       |          |
| 나카가와             | 中川           | Nakagawa            | 2.8       | 64.4      | | 야 마 가 타 현 | 난요시           | 난요시       |          |
| 우젠나카야마         | 羽前中山       | Uzen-Nakayama       | 3.9       | 68.3      | | 야 마 가 타 현 | 가미노야마시     | 가미노야마시 |          |
| 가미노야마온센       | かみのやま温泉 | KaminoyamaOnsen     | 6.7       | 75.0      | 동일본 여객철도 야마가타 신칸센                                                                     | 야 마 가 타 현 | 가미노야마시     | 가미노야마시 |          |
| 모키치키넨칸마에     | 茂吉記念館前   | Mokichikinenkammae  | 2.8       | 77.8      | | 야 마 가 타 현 | 가미노야마시     | 가미노야마시 |          |
| 자오                 | 蔵王           | Zaō                 | 4.0       | 81.8      | | 야 마 가 타 현 | 야마가타시       | 야마가타시   |          |
| 야마가타             | 山形           | Yamagata            | 5.3       | 87.1      | 동일본 여객철도 야마가타 신칸센 · 아테라자와 선 · 센잔 선                                           | 야 마 가 타 현 | 야마가타시       | 야마가타시   |          |
| 기타야마가타         | 北山形         | Kita-Yamagata       | 1.9       | 89.0      | 동일본 여객철도 아테라자와 선 · 센잔 선                                                             | 야 마 가 타 현 | 야마가타시       | 야마가타시   |          |
| 우젠치토세           | 羽前千歳       | Uzen-Chitose        | 2.9       | 91.9      | 동일본 여객철도 센잔 선                                                                             | 야 마 가 타 현 | 야마가타시       | 야마가타시   |          |
| 미나미데와           | 南出羽         | Minami-Dewa         | 1.7       | 93.6      | | 야 마 가 타 현 | 야마가타시       | 야마가타시   |          |
| 우루시야마           | 漆山           | Urushiyama          | 1.3       | 94.9      | | 야 마 가 타 현 | 야마가타시       | 야마가타시   |          |
| 다카타마             | 高擶           | Takatama            | 2.1       | 97.0      | | 야 마 가 타 현 | 덴도시           | 덴도시       |          |
| 덴도                 | 天童           | Tendō               | 3.4       | 100.4     | 동일본 여객철도 야마가타 신칸센                                                                     | 야 마 가 타 현 | 덴도시           | 덴도시       |          |
| 미다레가와           | 乱川           | Midaregawa          | 3.0       | 103.4     | | 야 마 가 타 현 | 덴도시           | 덴도시       |          |
| 진마치               | 神町           | Jimmachi            | 2.9       | 106.3     | | 야 마 가 타 현 | 히가시네시       | 히가시네시   |          |
| 사쿠란보히가시네     | さくらんぼ東根 | Sakuranbohigashine  | 1.8       | 108.1     | 동일본 여객철도 야마가타 신칸센                                                                     | 야 마 가 타 현 | 히가시네시       | 히가시네시   |          |
| 히가시네             | 東根           | Higashine           | 2.5       | 110.6     | | 야 마 가 타 현 | 히가시네시       | 히가시네시   |          |
| 무라야마             | 村山           | Murayama            | 2.9       | 113.5     | 동일본 여객철도 도호쿠 신칸센                                                                       | 야 마 가 타 현 | 무라야마시       | 무라야마시   |          |
| 소데사키             | 袖崎           | Sodesaki            | 8.0       | 121.5     | | 야 마 가 타 현 | 무라야마시       | 무라야마시   |          |
| 오이시다             | 大石田         | Ōishida             | 5.4       | 126.9     | 동일본 여객철도 야마가타 신칸센                                                                     | 야 마 가 타 현 | 기타무라야마군   | 오이시다정   |          |
| 기타오이시다         | 北大石田       | Kita-Ōishida        | 3.9       | 130.8     | | 야 마 가 타 현 | 기타무라야마군   | 오이시다정   |          |
| 아시사와             | 芦沢           | Ashisawa            | 2.9       | 133.7     | | 야 마 가 타 현 | 오바나자와시     | 오바나자와시 |          |
| 후나가타             | 舟形           | Funagata            | 6.6       | 140.3     | | 야 마 가 타 현 | 모가미군         | 후나가타정   |          |
| 신조                 | 新庄           | Shinjō              | 8.3       | 148.6     | 동일본 여객철도 오우 본선 (유자와 · 요코테방면) · 리쿠우사이 선 · 리쿠우토 선                       | 야 마 가 타 현 | 신조시           | 신조시       |          |
| 이즈미타             | 泉田           | Izumita             | 5.6       | 154.2     | | 야 마 가 타 현 | 신조시           | 신조시       |          |
| 우젠토요사토         | 羽前豊里       | Uzen-toyosato       | 7.1       | 161.3     | | 야 마 가 타 현 | 모가미 군        | 사케가와촌   |          |
| 마무로가와           | 真室川         | Mamurogawa          | 2.7       | 164.0     | | 야 마 가 타 현 | 모가미 군        | 마무로가와정 |          |
| 가마부치             | 釜淵           | Kamabuchi           | 9.2       | 173.2     | | 야 마 가 타 현 | 모가미 군        | 마무로가와정 |          |
| 오타키               | 大滝           | Ōtaki               | 7.1       | 180.3     | | 야 마 가 타 현 | 모가미 군        | 마무로가와정 |          |
| 노조키               | 及位           | Nozoki              | 5.5       | 185.8     | | 야 마 가 타 현 | 모가미 군        | 마무로가와정 |          |
| 인나이               | 院内           | Innai               | 8.6       | 194.4     | | 아 키 타 현    | 유자와시         | 유자와시     |          |
| 요코보리             | 横堀           | Yokobori            | 4.0       | 198.4     | | 아 키 타 현    | 유자와시         | 유자와시     |          |
| 미쓰세키             | 三関           | Mitsuseki           | 6.0       | 204.4     | | 아 키 타 현    | 유자와시         | 유자와시     |          |
| 가미유자와           | 上湯沢         | Kami-yuzawa         | 2.7       | 207.1     | | 아 키 타 현    | 유자와시         | 유자와시     |          |
| 유자와               | 湯沢           | Yuzawa              | 3.3       | 210.4     | | 아 키 타 현    | 유자와시         | 유자와시     |          |
| 시모유자와           | 下湯沢         | Shimo-Yuzawa        | 4.1       | 214.5     | | 아 키 타 현    | 유자와시         | 유자와시     |          |
| 주몬지               | 十文字         | Jūmonji             | 3.3       | 217.8     | | 아 키 타 현    | 요코테시         | 요코테시     |          |
| 다이고               | 醍醐           | Daigo               | 3.4       | 221.2     | | 아 키 타 현    | 요코테시         | 요코테시     |          |
| 야나기타             | 柳田           | Yanagita            | 3.2       | 224.4     | | 아 키 타 현    | 요코테시         | 요코테시     |          |
| 요코테               | 横手           | Yokote              | 3.9       | 228.3     | 동일본 여객철도 기타카미 선                                                                         | 아 키 타 현    | 요코테시         | 요코테시     |          |
| 고산넨               | 後三年         | Gosannen            | 6.4       | 234.7     | | 아 키 타 현    | 센보쿠 군        | 미사토정     |          |
| 이즈메               | 飯詰           | Iizume              | 5.1       | 239.8     | | 아 키 타 현    | 센보쿠 군        | 미사토정     |          |
| 오마가리             | 大曲           | Ōmagari             | 7.2       | 247.0     | 동일본 여객철도 아키타 신칸센 · 다자와코 선                                                         | 아 키 타 현    | 다이센시         | 다이센시     |          |
| 진구지               | 神宮寺         | Jingūji             | 6.0       | 253.0     | | 아 키 타 현    | 다이센시         | 다이센시     |          |
| 가리와노             | 刈和野         | Kariwano            | 7.6       | 260.6     | | 아 키 타 현    | 다이센시         | 다이센시     |          |
| 미네요시카와         | 峰吉川         | Mineyoshikawa       | 4.8       | 265.4     | | 아 키 타 현    | 다이센시         | 다이센시     |          |
| 우고사카이           | 羽後境         | Ugo-sakai           | 6.5       | 271.9     | | 아 키 타 현    | 다이센시         | 다이센시     |          |
| 오바리노             | 大張野         | Ōbarino             | 8.1       | 280.0     | | 아 키 타 현    | 아키타시         | 아키타시     | 아키타시 |
| 와다                 | 和田           | Wada                | 5.4       | 285.4     | | 아 키 타 현    | 아키타시         | 아키타시     | 아키타시 |
| 요쓰고야             | 四ツ小屋       | Yotsugoya           | 6.9       | 292.3     | | 아 키 타 현    | 아키타시         | 아키타시     | 아키타시 |
| 아키타               | 秋田           | Akita               | 6.4       | 298.7     | 동일본 여객철도 아키타 신칸센 · 우에쓰 본선                                                         | 아 키 타 현    | 아키타시         | 아키타시     | 아키타시 |
| 이즈미소토아사히카와 | 泉外旭川       | Izumi-Sotoasahikawa |           |           | 오가선                                                                                              | 아 키 타 현    | 아키타시         | 아키타시     | 아키타시 |
| 아키타 화물          | 秋田貨物       | Akita Kamotsu       | 3.6       | 302.3     | | 아 키 타 현    | 아키타시         | 아키타시     | 아키타시 |
| 쓰치자키             | 土崎           | Tsuchizaki          | 3.5       | 305.8     | 일본화물철도 오우 본선 화물 지선                                                                    | 아 키 타 현    | 아키타시         | 아키타시     | 아키타시 |
| 가미이지마           | 上飯島         | Kami-Iijima         | 2.5       | 308.3     | | 아 키 타 현    | 아키타시         | 아키타시     | 아키타시 |
| 오이와케             | 追分           | Oiwake              | 3.4       | 311.7     | 동일본 여객철도 오가 선                                                                             | 아 키 타 현    | 아키타시         | 아키타시     | 아키타시 |
| 오시미즈 신호장      | 大清水信号場   | Ōshimizu            | 3.2       | 314.9     | | 아 키 타 현    | 가타가미시       | 가타가미시   |          |
| 오쿠보               | 大久保         | Ōkubo               | 4.0       | 318.9     | | 아 키 타 현    | 가타가미시       | 가타가미시   |          |
| 우고이즈카           | 羽後飯塚       | Ugo-Iizuka          | 3.3       | 322.2     | | 아 키 타 현    | 가타가미시       | 가타가미시   |          |
| 이카와사쿠라         | 井川さくら     | Ikawasakura         | 1.4       | 323.6     | | 아 키 타 현    | 미나미아키타군   | 이카와정     |          |
| 하치로가타           | 八郎潟         | Hachirōgata         | 3.9       | 327.5     | | 아 키 타 현    | 미나미아키타군   | 하치로가타정 |          |
| 고이카와             | 鯉川           | Koikawa             | 5.5       | 333.0     | | 아 키 타 현    | 야마모토군       | 미타네정     |          |
| 가도                 | 鹿渡           | Kado                | 5.4       | 338.4     | | 아 키 타 현    | 야마모토군       | 미타네정     |          |
| 모리타케             | 森岳           | Moritake            | 6.7       | 345.1     | | 아 키 타 현    | 야마모토군       | 미타네정     |          |
| 기타카나오카         | 北金岡         | Kita-Kanaoka        | 4.3       | 349.4     | | 아 키 타 현    | 야마모토군       | 미타네정     |          |
| 미나미노시로 신호장  | 南能代信号場   | Minami-Nosiro       | 3.1       | 352.5     | | 아 키 타 현    | 노시로시         | 노시로시     |          |
| 히가시노시로         | 東能代         | Higashi-Noshiro     | 2.9       | 355.4     | 동일본 여객철도 고노 선                                                                             | 아 키 타 현    | 노시로시         | 노시로시     |          |
| 쓰루가타             | 鶴形           | Tsurugata           | 4.9       | 360.3     | | 아 키 타 현    | 노시로시         | 노시로시     |          |
| 도미네               | 富根           | Tomine              | 5.2       | 365.5     | | 아 키 타 현    | 노시로시         | 노시로시     |          |
| 후타쓰이             | 二ツ井         | Futatsui            | 6.7       | 372.2     | | 아 키 타 현    | 노시로시         | 노시로시     |          |
| 마에야마             | 前山           | Maeyama             | 7.3       | 379.5     | | 아 키 타 현    | 기타아키타시     | 기타아키타시 |          |
| 다카노스             | 鷹ノ巣         | Takanosu            | 5.4       | 384.9     | 아키타 내륙 종관 철도 아키타 내륙선 (다카스 역)                                                     | 아 키 타 현    | 기타아키타시     | 기타아키타시 |          |
| 누카자와             | 糠沢           | Nukazawa            | 3.2       | 388.1     | | 아 키 타 현    | 기타아키타시     | 기타아키타시 |          |
| 하야구치             | 早口           | Hayaguchi           | 5.4       | 393.5     | | 아 키 타 현    | 오다테시         | 오다테시     |          |
| 시모카와조이         | 下川沿         | Shimokawazoi        | 4.2       | 397.7     | | 아 키 타 현    | 오다테시         | 오다테시     |          |
| 오다테               | 大館           | Ōdate               | 5.2       | 402.9     | 동일본 여객철도 하나와 선                                                                           | 아 키 타 현    | 오다테시         | 오다테시     |          |
| 시라사와             | 白沢           | Shirasawa           | 6.5       | 409.4     | | 아 키 타 현    | 오다테시         | 오다테시     |          |
| 진바                 | 陣場           | Jimba               | 7.1       | 416.5     | |                | 오다테시         | 오다테시     |          |
| 쓰가루유노사와       | 津軽湯の沢     | Tsugaruyunosawa     | 5.8       | 422.3     | | 아 오 모 리 현 | 히라카와시       | 히라카와시   |          |
| 이카리가세키         | 碇ヶ関         | Ikarigaseki         | 4.9       | 427.2     | | 아 오 모 리 현 | 히라카와시       | 히라카와시   |          |
| 나가미네             | 長峰           | Nagamine            | 4.8       | 432.0     | | 아 오 모 리 현 | 미나미쓰가루군   | 오와니정     |          |
| 오와니온센           | 大鰐温泉       | Ōwanionsen          | 3.3       | 435.3     | 고난 철도 오와니 선                                                                                 | 아 오 모 리 현 | 미나미쓰가루군   | 오와니정     |          |
| 이시카와             | 石川           | Ishikawa            | 5.4       | 440.7     | | 아 오 모 리 현 | 히로사키시       | 히로사키시   |          |
| 히로사키             | 弘前           | Hirosaki            | 6.4       | 447.1     | 고난 철도 고난 선                                                                                   | 아 오 모 리 현 | 히로사키시       | 히로사키시   |          |
| 나이조시             | 撫牛子         | Naijōshi            | 2.7       | 449.8     | | 아 오 모 리 현 | 히로사키시       | 히로사키시   |          |
| 가와베               | 川部           | Kawabe              | 3.6       | 453.4     | 동일본 여객철도 고노 선                                                                             | 아 오 모 리 현 | 미나미쓰가루 군  | 이나카다테촌 |          |
| 기타토키와           | 北常盤         | Kita-Tokiwa         | 3.2       | 456.6     | | 아 오 모 리 현 | 미나미쓰가루 군  | 후지사키정   |          |
| 나미오카             | 浪岡           | Namioka             | 5.5       | 462.1     | | 아 오 모 리 현 | 아오모리시       | 아오모리시   |          |
| 다이샤카             | 大釈迦         | Daishaka            | 5.1       | 467.2     | | 아 오 모 리 현 | 아오모리시       | 아오모리시   |          |
| 쓰루가사카           | 鶴ケ坂         | Tsurugasaka         | 6.2       | 473.4     | | 아 오 모 리 현 | 아오모리시       | 아오모리시   |          |
| 쓰가루신조           | 津軽新城       | Tsugaru-Shinjō      | 5.4       | 478.8     | | 아 오 모 리 현 | 아오모리시       | 아오모리시   |          |
| 신아오모리           | 新青森         | Shin-Aomori         | 1.8       | 480.6     | 동일본 여객철도 도호쿠 신칸센 · 오우 본선 지선 홋카이도 여객철도 홋카이도 신칸센                    | 아 오 모 리 현 | 아오모리시       | 아오모리시   |          |
| 아오모리             | 青森           | Aomori              | 3.9       | 484.5     | 동일본 여객철도 쓰가루 선 · 쓰가루 해협선 아오이모리 철도 아오이모리 철도선                         | 아 오 모 리 현 | 아오모리시       | 아오모리시   |          |

### 과거 접속노선
- 유자와 역 : 우고 교통 오가치 선 - 1973년 4월 1일 폐지.
- 요코테 역 : 우고 교통 오쇼 선 - 1971년 7월 20일 폐지.
- 아키타 역 (역 앞 연결) : 아키타 시 교통국 - 1966년 3월 31일 폐지.
- 하치로가타 역 : 아키타 중앙 교통선 - 1969년 7월 11일 폐지.
- 후타쓰이 역 (역 앞 연결) : 나카니시 도쿠고로 경영궤도 - 1940년 3월 1일 폐지.
- 오다테 역 (역사는 옆에 인접) : 하나오카 선 - 1985년 4월 1일 폐지.
- 오다테 역 (역사는 옆에 인접) : 고사카 선 - 1994년 10월 1일 여객영업폐지, 2008년 4월 1일 운휴, 2009년 4월 1일 폐지.
- 가와베 역 : 고난 철도 구로이시 선 - 1998년 4월 1일 폐지.

### 오우 본선 지선
모두 단선 구간이며, 아오모리현 아오모리시에 소재.
| 역명            | 일어 역명  | 로마자 역명 | 역간 거리 | 영업 거리 | 접속 노선                                     |
| --------------- | ---------- | ----------- | --------- | --------- | --------------------------------------------- |
| 신아오모리      | 新青森     | Shin-Aomori |           | 0.0       | 동일본 여객철도 도호쿠 신칸센                 |
| 다키우치 신호소 | 滝内信号所 | Takiuchi    | 2.8       | 2.8       | 동일본 여객철도 오우 본선 지선 (아오모리)방면 |
| 아오모리 신호장 | 青森       | Aomori      | 2.0       | 4.8       | 아오이모리 철도 아오이모리 철도선             |

- 실제의 분기점의 다키우치 신호소는 아오모리 역 구내 취급.
- 여객 회사의 영업 설정은 거의 없지만, 일본화물철도가 신아오모리 역 - 아오모리 신호장 구간에 대해서 제 2 종 철도 사업의 영업 거리를 설정하고 있으므로, 화물 열차나, 야간 열차 '북두성', '트와일라잇 익스프레스'가 아오모리 역에서 스윗치 백을 하지 않고 합선 하는 경로로서 매일 통과하고 있다.

### 화물 지선
- (貨) : 화물 전용역
- 전선 단선구간, 모두 아키타현 아키타시에 소재.

| 역명           | 일어 역명 | 로마자 역명 | 역간 거리 | 영업 거리 | 접속 노선                           |
| -------------- | --------- | ----------- | --------- | --------- | ----------------------------------- |
| 쓰치자키       | 土崎      | Tsuchizaki  |           | 0.0       | 동일본 여객철도 오우 본선 (본선)    |
| (貨) 아키타 항 | 秋田港    | Akitakō     | 2.7       | 2.7       | 아키타 임해 철도 아키타 임해 철도선 |

### 폐역이 되거나 폐지된 신호장
역으로 전환된 신호장은 제외.
- 가나야 신호장 : 1999년 12월 4일 폐지. 다테오카(現 무라야마 역)- 소데사키 구간
- 도에고리 신호장 : 1999년 12월 4일 폐지, 후나가타 - 신조 구간
- 나나쿠라 신호장 : 1971년 8월 5일 폐지, 후타쓰이 - 마에야마 구간 (루트 변경을 위해)
- 무츠 모리야마 역 : 1940년 11월 1일 폐지, 오와니 (現 오와니 온센 역) - 이시카와 구간
- 가도케 역 : 1940년 11월 1일 폐지, 이시카와 - 가도케 구간
- 오시미즈 역 : 1940년 11월 폐지, 가도케 - 히로사키 구간
- 와도쿠 역 : 1940년 11월 폐지, 히로사키 - 나이조시 구간
- 도요마키 역 : 1940년 11월 1일 폐지, 나이조시 - 가와베 구간